# RBD
RBD byla mexická popová skupina o šesti členech – Anahí, Dulce María, Maite Perroni, Christian Chavez, Alfonso Herrera, Christopher Uckerman.
Skupina vznikla na konci roku 2004 při natáčení telenovely Rebelde, kde všichni účinkovali. Během své existence vydala tři CD ve španělštině a jedno v angličtině. Všechna španělská CD byla přezpívána do portugalštiny. V Brazílii mají RBD mnoho fanoušků. Skupina RBD se rozpadla a členové se stali sólovými zpěváky či herci.

## Diskografie
- Rebelde (2004)
- Tour Generacion RBD en Vivo (2005)
- Nuestro amor (2005)
- Rebelde Edicion Brasil (2006)
- Nosso amor Edicion Brasil (2006)
- Live In Hollywood (2006)
- Celestial (2006)
- Celestial Edicion Brasil (2006)
- Rebels (2006)
- Greats Hits (2007)
- Celestial Fan Edition (2007)
- Empezar desde Cero (2007)
- Best of / Greatest Hits (USA) (2008)
- Para Olvidarte de Mi (2009

DVD:
- Tour Generacion RBD en Vivo (2005)
- Live In Hollywood (2006)
- Live In Rio (2006)
- RBD: Hecho en Espana (2007)
- Best of / Greatest Hits (USA )(2008)
- Live in Brasilia (2009)